# Acrocercops albomarginatum
Acrocercops albomarginatum là một loài bướm đêm thuộc họ Gracillariidae. Nó được tìm thấy ở Cuba, Puerto Rico, và quần đảo Virgin. Ấu trùng ăn Centrosema plumieri và Sida rhombifolia. Chúng ăn lá nơi chúng làm tổ.